# Aurélio Cavalcanti
Aurélio Bezerra Cavalcanti de Sá (Rio de Janeiro, 9 de junho de 1874 – Rio de Janeiro, 15 de novembro de 1916) foi um compositor, maestro e pianista brasileiro que atuou no início do Século XX. Foi um dos "pianeiros" de destaque no Rio de Janeiro do período, ao lado de nomes como Chiquinha Gonzaga, Ernesto Nazareth, J. Garcia de Christo e Chirol.

## Biografia
Filho dos peixeiros Joaquim Veríssimo de Sá e Ana Bezerra Cavalcanti de Sá Aurélio Cavalcanti nasceu no Morro de Paula Matos, no bairro de Santa Teresa. Demonstrou interesse pela música desde a infância, dedilhando no fundo de panelas e bacias como se fossem pianos. Seu primeiro contato com a educação formal do instrumento foi assistindo às aulas de piano de sua irmã Zizinha (Virgínia), ministradas uma vez por semana por Etelvino Oscar Rebelo. Ao perceber o interesse e aptidão de Cavalcanti, o professor se ofereceu a ensinar piano e teoria musical sem custos, convencendo seu pai a permitir que tivesse aulas, já que o mesmo tinha a intenção de que o filho fosse médico.
Cavalcanti demonstrava sua atividade musical publicamente, tocando desde muito jovem em casas de pianos, recitais e eventos públicos e festas. Em ocasião de uma colação de grau do Colégio Pedro II, chamou a atenção do Imperador Dom Pedro II ao apresentar uma transcrição para piano a quatro mãos da Protofonia da ópera Il Guarany de Carlos Gomes, tocada com sua irmã e o estudo de concerto Tremolo, Op.58 de Louis Moreau Gottschalk.

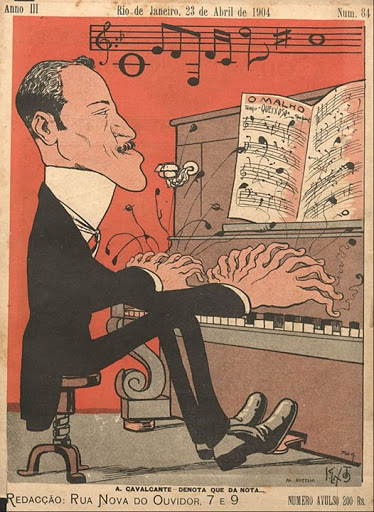
"Aurélio Cavalcanti - Denota que dá nota", caricatura de autoria de K. Lixto, publicada na Revista O Malho em abril de 1904, demonstrando a fama do pianista

Desenvolveu atividades como pianista demonstrador das casas comerciais de pianos e partituras, como a Casa Buschmann & Guimarães (na rua do Ourives), a Casa Carlos Gomes, de Eduardo Souto (na rua Gonçalves Dias) e a Casa Arthur Napoleão (na rua do Ourives).
Sua atuação profissional de maior destaque foi em bailes, festas e eventos particulares para os quais era contratado, principalmente com músicas para dança. Para isso, possuía um "escritório musical" (situado na rua do Ourives) que agenciava suas apresentações e organizava sua agenda. Devido ao trabalho diário em festas noturnas, o pianista vivia em um estado de sonolência constante, o que gerou relatos de que tinha a habilidade de tocar piano até mesmo dormindo. Foi pianista do Clube dos Ingleses e também regente da orquestra do Cinema Parisiense (na Avenida Central).
Cavalcanti era um nome de referência nos bailes fluminenses no início do século XX. Era muito requisitado para atuar como pianista nos bailes noturnos, onde demonstrava suas habilidades, como tocar ininterruptamente, tocar qualquer música de costas para o instrumento e tocar intervalos musicais de décimas ao piano com facilidade, indicando a grande extensão de suas mãos.
Cavalcanti visava divulgar seu trabalho em diversos meios. A sua atuação como pianeiro nas casas de piano atraíam grande público, chegando a aglomerações e divulgação de seu nome para a atuação nos bailes. Também permitiu maior contato com as editoras musicais como a de Arthur Napoleão, Vieira Machado, E. Bevilacqua, J. Filippone, Buschmann & Guimarães, entre outras, chegando a publicar mais de 300 partituras. Também publicou partituras em revistas do período como a Fon-Fon e a Revista da Semana.
A intensa rotina noturno e a privação de repouso levaram ao desenvolvimento de quadros de tuberculose e arteriosclerose no compositor, que levaram à sua morte aos 41 anos de idade em 1915.
É referido no conto "Toque outra", de Monteiro Lobato. O escritor Coelho Neto publicou texto sobre sua vida.

## Obra

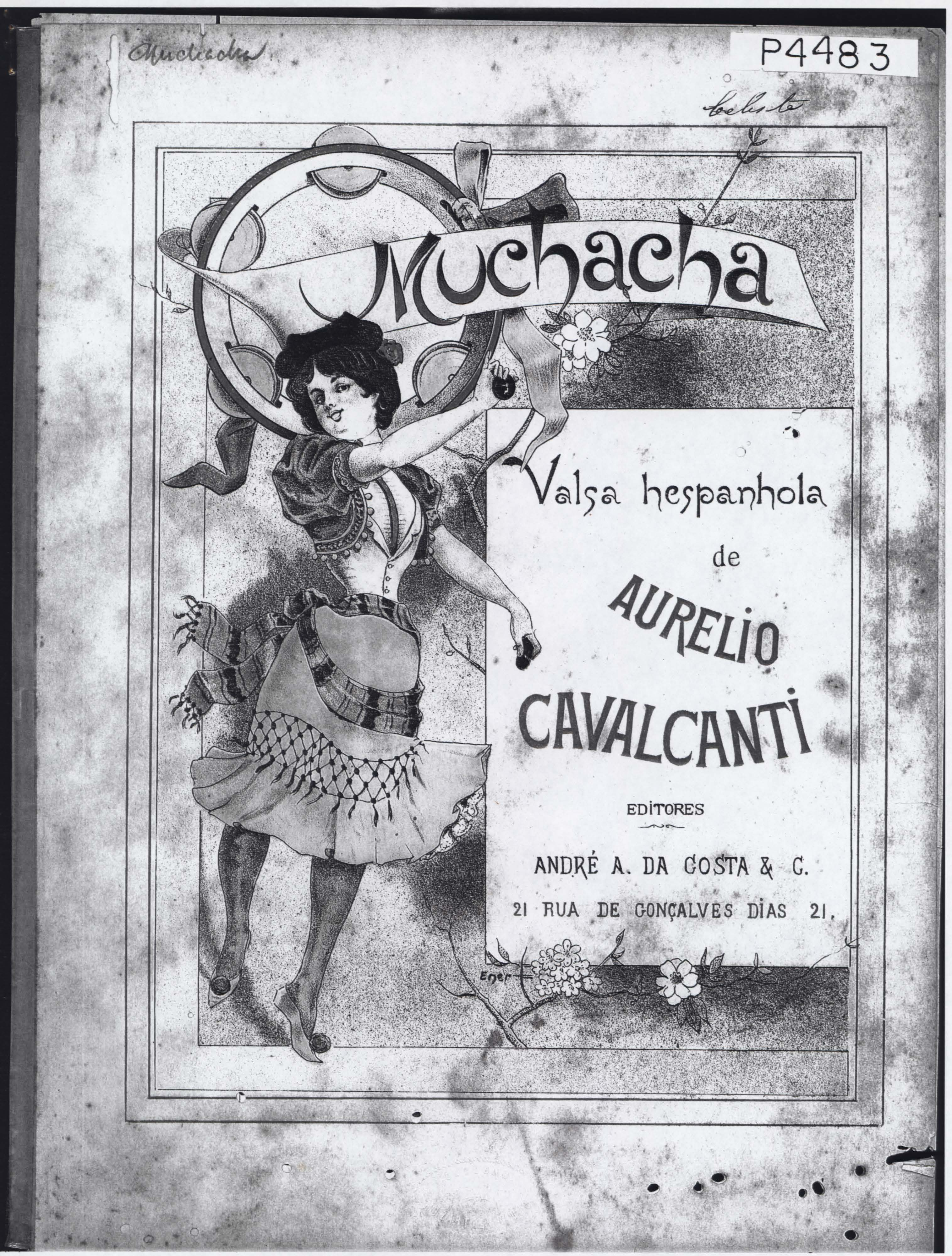
Capa da partitura da valsa espanhola Muchacha, publicada por André A. da Costa & C.

Aurélio Cavalcanti publicou mais de 300 obras, dedicando-se exclusivamente à composição para piano. A maior parte de sua obra é constituída por valsas e schottisches.
O estilo de suas valsas se aproximam da execução francesa, em andamentos mais lentos, se diferenciando das valsas austríacas, mais movimentadas e de andamento mais acelerado. Teve grande destaque pelas suas  "valsas hespanholas", como Muchacha, Soledad e Caramba!. 
Seus schottisches possuem melodias sentimentais, normalmente oitavadas na mão direita, e figurações de mão esquerda fazendo referências aos movimentos violonísticos de baixaria, remetendo diretamente aos grupos de choro do período. Um exemplo é sua famosa Pequetita.
Apesar disso, a baixa presença de gêneros considerados essencialmente nacionais no período, como o batuque, o cateretê, o tango brasileiro, e de expressões como "brejeiro", "carnavalesco" ou "sertanejo", apontam para o ambiente e público visado por Cavalcanti, os salões da aristocracia carioca.
Visando o mesmo público, Cavalcanti publicou arranjos e transcrições de óperas, em sua as de autores italianos como Giacomo Puccini.
Ao final de sua vida sua obra perde relevância nas recentes alterações do gosto musical fluminense. Passa a compor e tocar cake-walks e one-steps em bares, perdendo o espaço que possuía com suas valsas e schottisches.